# Zhao Jing
Zhao Jing (Wuhan, 31 december 1990) is een Chinese zwemster die haar vaderland vertegenwoordigde op de Olympische Zomerspelen 2008 in Peking en op de Olympische Zomerspelen 2012 in Londen. 

## Carrière
Zhao maakte haar internationale debuut op de wereldkampioenschappen zwemmen 2005 in Montreal, op de 200 meter rugslag eindigde ze als achtste. Op de 200 en 400 meter wisselslag strandde de Chinese in de series. Samen met Luo Xuejuan, Zhou Yafei en Zhu Yingwen zwom ze in de series van de 4x100 meter wisselslag, in de finale eindigden Luo, Zhou en Zhu samen met Chen Yanyan op de vierde plaats.
Tijdens de wereldkampioenschappen kortebaanzwemmen 2006, in Shanghai, bereikte Zhao de zesde plaats op de 200 meter rugslag en op de 100 meter wisselslag werd ze gediskwalificeerd in de halve finales. 
Op de wereldkampioenschappen zwemmen 2007 in Melbourne werd de Chinese vierde op de 50 meter rugslag, op de 100 en 200 meter rugslag werd ze uitgeschakeld in de series. 
Tijdens de Olympische Zomerspelen van 2008 in Peking werd Zhao uitgeschakeld in de halve finales van de 200 meter rugslag en gediskwalificeerd in de series van de 100 meter rugslag. Ze was startzwemster van de Chinese ploeg die het brons in de wacht sleepte op de 4x100 meter wisselslag, Sun Ye, Zhou Yafei en Pang Jiaying waren haar ploeggenoten. 

### 2009-heden
Op 9 april 2009, tijdens de Chinese kampioenschappen zwemmen 2009, evenaarde Zhao het wereldrecord op de 50 meter rugslag van de Australische Sophie Edington. In Rome nam de Chinese deel aan de wereldkampioenschappen zwemmen 2009. Op dit toernooi veroverde ze de wereldtitel op de 50 meter rugslag, daarnaast eindigde ze als vijfde op de 100 meter rugslag en strandde ze in de series van de 200 meter rugslag. Op de 4x100 meter wisselslag legde ze samen met Chen Huijia, Jiao Liuyang en Li Zhesi beslag op de wereldtitel.
Op de wereldkampioenschappen kortebaanzwemmen 2010 in Dubai sleepte Zhao de wereldtitel in de wacht op de 50 meter rugslag en de zilveren medaille op de 100 meter rugslag, op de 100 meter wisselslag strandde ze in de series. Samen met Zhao Jin, Liu Zige en Tang Yi veroverde ze de wereldtitel op de 4x100 meter wisselslag.
Tijdens de wereldkampioenschappen zwemmen 2011 in Shanghai legde de Chinese, op de 100 meter rugslag, beslag op de wereldtitel, op de 200 meter rugslag werd ze uitgeschakeld in de halve finales. Op de 4x100 meter wisselslag sleepte ze samen met Ji Liping, Lu Ying en Tang Yi de zilveren medaille in de wacht.
In Londen nam Zhao deel aan de Olympische Zomerspelen van 2012. Op dit toernooi eindigde ze als zesde op de 100 meter rugslag, samen met Ji Liping, Lu Ying en Tang Yi eindigde ze als vijfde op de 4x100 meter wisselslag. Op de wereldkampioenschappen kortebaanzwemmen 2012 in Istanboel prolongeerde de Chinese haar wereldtitel op de 50 meter rugslag, daarnaast veroverde ze de bronzen medaille op de 100 meter wisselslag.

## Internationale toernooien
| Jaar | Olympische Spelen                                     | WK langebaan                                                                                              | WK kortebaan                                                         | PanPacs       | Aziatische Spelen                               |
| ---- | ----------------------------------------------------- | --- | -------------------------------------------------------------------- | ------------- | ----------------------------------------------- |
| 2005 |                                                       | 8e 200m rugslag 17e 200m wisselslag 27e 400m wisselslag 4e 4x100m wisselslag Zhao zwom enkel in de series |                                                                      |               |                                                 |
| 2006 |                                                       | | 6e 200m rugslag DQ 100m wisselslag                                   | geen deelname | 50m rugslag · 100m rugslag · 4x100m wisselslag  |
| 2007 |                                                       | 4e 50m rugslag 25e 100m rugslag 17e 200m rugslag                                                          |                                                                      |               |                                                 |
| 2008 | DQ 100m rugslag · 10e 200 rugslag · 4x100m wisselslag | | geen deelname                                                        |               |                                                 |
| 2009 |                                                       | 50m rugslag · 5e 100m rugslag · 29e 200m rugslag · 4x100m wisselslag                                      |                                                                      |               |                                                 |
| 2010 |                                                       | | 50m rugslag · 100m rugslag · 25e 100m wisselslag · 4x100m wisselslag | geen deelname | 100m rugslag · 200m rugslag · 4x100m wisselslag |
| 2011 |                                                       | 100m rugslag · 10e 200m rugslag · 4x100m wisselslag                                                       |                                                                      |               |                                                 |
| 2012 | 6e 100m rugslag 5e 4x100m wisselslag                  | | 50m rugslag · 100m wisselslag                                        |               |                                                 |

## Persoonlijke records
Bijgewerkt tot en met 16 december 2010
Kortebaan
| Afstand         | Tijd    | Datum            | Plaats    |
| --------------- | ------- | ---------------- | --------- |
| 50m rugslag     | 25,82   | 10 november 2009 | Stockholm |
| 100m rugslag    | 56,18   | 16 december 2010 | Dubai     |
| 200m rugslag    | 2.07,71 | 7 april 2006     | Shanghai  |
| 100m wisselslag | 58,40   | 11 november 2009 | Stockholm |

Langebaan
| Afstand      | Tijd    | Datum           | Plaats   |
| ------------ | ------- | --------------- | -------- |
| 50m rugslag  | 27,06   | 30 juli 2009    | Rome     |
| 100m rugslag | 58,98   | 1 augustus 2009 | Rome     |
| 200m rugslag | 2.07,87 | 1 april 2009    | Shaoxing |